# Michael Currie (homme politique)
Pour les articles homonymes, voir Currie.
Michael F. Currie (né le 1er février 1955 à Charlottetown à l'Île-du-Prince-Édouard) est un homme politique canadien, il est servi un ancien député à l'Assemblée législative de l'Île-du-Prince-Édouard de 1996 à 2011. Il représente la circonscription électorale de Georgetown-St. Peters. Il démissionne son siège à l'assemblée législative le lundi 28 mars 2011, de se présenter comme candidat du Parti conservateur à Cardigan, lors de l'élection fédérale du 2 mai 2011.